# DJ Furax
Pour les articles homonymes, voir Furax.
DJ Furax, de son vrai nom Alexandre Schippers (né le 10 novembre 1973), est un producteur belge et DJ. Il se popularise à l'étranger grâce à des titres comme notamment Big Orgus. Au fil de sa carrière, il mixe aux côtés de disc jockeys reconnus comme Yves Deruyter, David Guetta, Benny Benassi, Martin Solveig et DJ GAZZ. Il est également présent dans les plus grands festivals de musique électronique comme Mystery Land, Bassleader, Qlimax et Defqon.1.

## Biographie
Schippers est né dans une famille de passionnés de musique. À 9 ans, Alexandre reçoit une batterie son premier instrument de musique. Il en fera pendant 10 ans. À 14 ans, il découvre la composition grâce à de vieux synthétiseurs. Lorsqu'il sortait, il était fasciné par les disc jockeys. À 15 ans, il achète ses premières platines, puis d'autres matériels pour la composition incluant synthétiseur et boîte à rythmes. C'est en allant voir Amnesia, Confetti's et Lords of Acid en live, à la fin des années 1980, en pleine vague New beat qu'il s'intéresse à l'art du DJing. En 1993, Alexandre commence à mixer dans des soirées qui s'enchaîneront toujours plus nombreuses par la suite. Dans une entrevue avec le site Guido.be, il explique : « Un jour, un ami organisait une soirée au Moulin de Solières (région de Huy) et m’a invité à venir mixer. C’était la première sortie de DJ Furax. ! » En 1997, il fait paraître le titre Big Orgus qui lui permettra de se populariser à l'international ; le titre atteint la 12e place des classements belges en 2003 pendant quatorze semaines. Depuis 2004, la chanson est l'hymne officiel du Royal Charleroi Sporting Club, ce qu'Alexandre décrit comme une « vraie fierté ».
Depuis 2000, il ouvre son studio d’enregistrement avec plusieurs labels incluant BPM Records, A&F Records, Misoon Records, Aurora Records, BigBlackBad Bichon Records, et Dynamite Records, ainsi que Furax Fire Force. En 2007, il devient le premier DJ belge résident à Paris où il diffuse du hardstyle. La même année, il reçoit le prix de DJ de diamant au Festinight de Bordeaux par Guru Josh. En 2009, il fait paraître la compilation Furax Fire Soundz au label Wagram qui se classe 11e aux classements belges pendant cinq semaines.
En 2012, il fait paraître une compilation de 22 pistes, intitulée My Inspiration, en collaboration notable avec Magicut, Mademoiselle Luna et Nicky Sanchez. L'album débute à la 30e place des classements musicaux belges, et reste 16 semaines dans le classement. En 2015, Furax participe avec Christophe Maé au premier festival intérieur au Wex, à Marche-en-Famenne. En 2020, Le duo néerlandais Bassjackers sort le morceau Big Orgus 2020, une nouvelle version qui revit les fan du son original Big Orgus.

## Discographie

### Singles
- 1997 : Big Orgus
- 2001 : Sex
- 2001 : Calabria
- 2001 : Power
- 2002 : Destruc
- 2002 : Metrotraxx
- 2003 : Hard 69
- 2003 : X-tasy
- 2003 : I Love DJ
- 2004 : Over Power
- 2004 : Hard 69 RMX'04
- 2005 : Rotation
- 2005 : Vocosample
- 2006 : Otherside (Totalition)
- 2007 : Body Hard
- 2007 : Kobalt
- 2007 : Sambali
- 2008 : Our Seduction
- 2008 : Cubasound
- 2008 : Power 2k8

### Remixes
- 2006 : Redshark - Big Orgus 2006

### Compilations
- 2005 : Hardjump
- 2005 : Hardjump 2
- 2006 : Hardjump 4
- 2006 : Hardjump 5
- 2006 : Jump'In Valley Volume 1
- 2006 : Summer Session 2006
- 2008 : Le DJ N°1 sur la Tek
- 2010 : Furax Fire Soundz